# Thereva
Thereva är ett släkte av tvåvingar. Thereva ingår i familjen stilettflugor.

## Dottertaxa tillThereva, i alfabetisk ordning[1][2]
- Thereva affinis
- Thereva albibarba
- Thereva albohirta
- Thereva albopilosa
- Thereva albovittata
- Thereva analis
- Thereva apicalis
- Thereva argenteolanata
- Thereva atra
- Thereva atripes
- Thereva aurantiaca
- Thereva aureomaculata
- Thereva aureoscutellata
- Thereva aurofasciata
- Thereva bakeri
- Thereva bequaerti
- Thereva bicinctella
- Thereva bicolor
- Thereva bilineata
- Thereva binotata
- Thereva biroi
- Thereva brevicornis
- Thereva brunettii
- Thereva brunnea
- Thereva brunninervis
- Thereva callosa
- Thereva canescens
- Thereva capensis
- Thereva caucasica
- Thereva chillaloensis
- Thereva chrysargyra
- Thereva cincta
- Thereva cingulata
- Thereva cinifera
- Thereva circumscripta
- Thereva clamonae
- Thereva claripennis
- Thereva colorado
- Thereva comata
- Thereva concavifrons
- Thereva conformis
- Thereva confusa
- Thereva congoensis
- Thereva conica
- Thereva cordata
- Thereva corinneae
- Thereva corpulenta
- Thereva curta
- Thereva curticornis
- Thereva decipiens
- Thereva dejecta
- Thereva discreta
- Thereva diversa
- Thereva duplicis
- Thereva eggeri
- Thereva egressa
- Thereva elizabethae
- Thereva femoralis
- Thereva fenestrata
- Thereva flavescens
- Thereva flavicauda
- Thereva flavicincta
- Thereva flavicornis
- Thereva flavipennis
- Thereva flavipes
- Thereva flavipilosa
- Thereva flaviventris
- Thereva flavohirta
- Thereva flavolineata
- Thereva flavopilosa
- Thereva foxi
- Thereva frontalis
- Thereva frontosa
- Thereva fucata
- Thereva fucatoides
- Thereva fulva
- Thereva fulvibarba
- Thereva fulvicornis
- Thereva fulvipennis
- Thereva funebris
- Thereva fuscinervis
- Thereva glabra
- Thereva glauca
- Thereva glaucescens
- Thereva globulicornis
- Thereva gomerae
- Thereva graeca
- Thereva grancanariensis
- Thereva grisea
- Thereva grisescens
- Thereva gruenbergi
- Thereva handlirschi
- Thereva hermanni
- Thereva hilarimorpha
- Thereva hinu
- Thereva hirta
- Thereva hirticeps
- Thereva hispanica
- Thereva hyalina
- Thereva hyalipennis
- Thereva inconspicus
- Thereva indica
- Thereva innotata
- Thereva innotatus
- Thereva inornata
- Thereva insularis
- Thereva intermedia
- Thereva ishikariana
- Thereva johnsoni
- Thereva kempi
- Thereva krafti
- Thereva kristinae
- Thereva lanata
- Thereva laufferi
- Thereva leucosoma
- Thereva luteiventris
- Thereva macdunnoughi
- Thereva macedonica
- Thereva macularis
- Thereva maculicornis
- Thereva maculipennis
- Thereva major
- Thereva manchoulensis
- Thereva marginula
- Thereva marmorata
- Thereva microcephala
- Thereva mirabilis
- Thereva misellus
- Thereva monticola
- Thereva natalensis
- Thereva nebulosa
- Thereva neglecta
- Thereva nelsoni
- Thereva neomexicana
- Thereva nervosa
- Thereva nigrifrons
- Thereva nigripilosa
- Thereva nitida
- Thereva nitidifrons
- Thereva nivaria
- Thereva niveipennis
- Thereva nobilitata
- Thereva nova
- Thereva nudifemorata
- Thereva nudotermina
- Thereva obscuripes
- Thereva obtecta
- Thereva occidentalis
- Thereva occulta
- Thereva oculata
- Thereva opaca
- Thereva ordubadica
- Thereva orientalis
- Thereva ornata
- Thereva pallipes
- Thereva panotshinii
- Thereva persequa
- Thereva pilifrons
- Thereva plebeja
- Thereva porrectifrons
- Thereva powelli
- Thereva praecedens
- Thereva praecox
- Thereva pseudoculata
- Thereva punctipennis
- Thereva quinquevittatum
- Thereva reclusa
- Thereva rhomboidalis
- Thereva robusta
- Thereva rossica
- Thereva ruficornis
- Thereva rufiventris
- Thereva rustica
- Thereva satanas
- Thereva schlingeri
- Thereva seminitida
- Thereva semirufa
- Thereva singula
- Thereva smithae
- Thereva sobrina
- Thereva speculiferum
- Thereva spiloptera
- Thereva spinulosa
- Thereva stigmatica
- Thereva strigata
- Thereva strigipes
- Thereva stuckenbergi
- Thereva subfulva
- Thereva subnitida
- Thereva suifenensis
- Thereva teydea
- Thereva tomentosa
- Thereva tricolor
- Thereva tristis
- Thereva tuberculata
- Thereva tuberculifrons
- Thereva turneri
- Thereva unica
- Thereva unicolor
- Thereva ustulata
- Thereva utahensis
- Thereva valida
- Thereva variabilis
- Thereva varians
- Thereva varicincta
- Thereva varipes
- Thereva webbi
- Thereva venosa
- Thereva venusta
- Thereva ziegleri